# 讃岐七富士
讃岐七富士（さぬきななふじ）とは、讃岐国（現在の香川県）で古くから呼ばれている七つの郷土富士のこと。

## 各山の特徴
| 名称     | 愛称     | 標高（ｍ） | 山頂部の地質     | 地質構造 |
| -------- | -------- | ---------- | ---------------- | -------- |
| 白山     | 東讃富士 | 203        | 黒雲母デイサイト | 不整合   |
| 六ツ目山 | 御厩富士 | 317        | 讃岐岩質安山岩   | 不整合   |
| 高鉢山   | 綾上富士 | 512        | 讃岐岩質安山岩   | 不整合   |
| 飯野山   | 讃岐富士 | 422        | 讃岐岩質安山岩   | 不整合   |
| 堤山     | 羽床富士 | 202        | 流紋岩           | 不整合   |
| 爺神山   | 高瀬富士 | 227        | 讃岐岩質安山岩   | 貫入     |
| 江甫草山 | 有明富士 | 153        | 讃岐岩質安山岩   | 貫入     |

### 讃岐富士

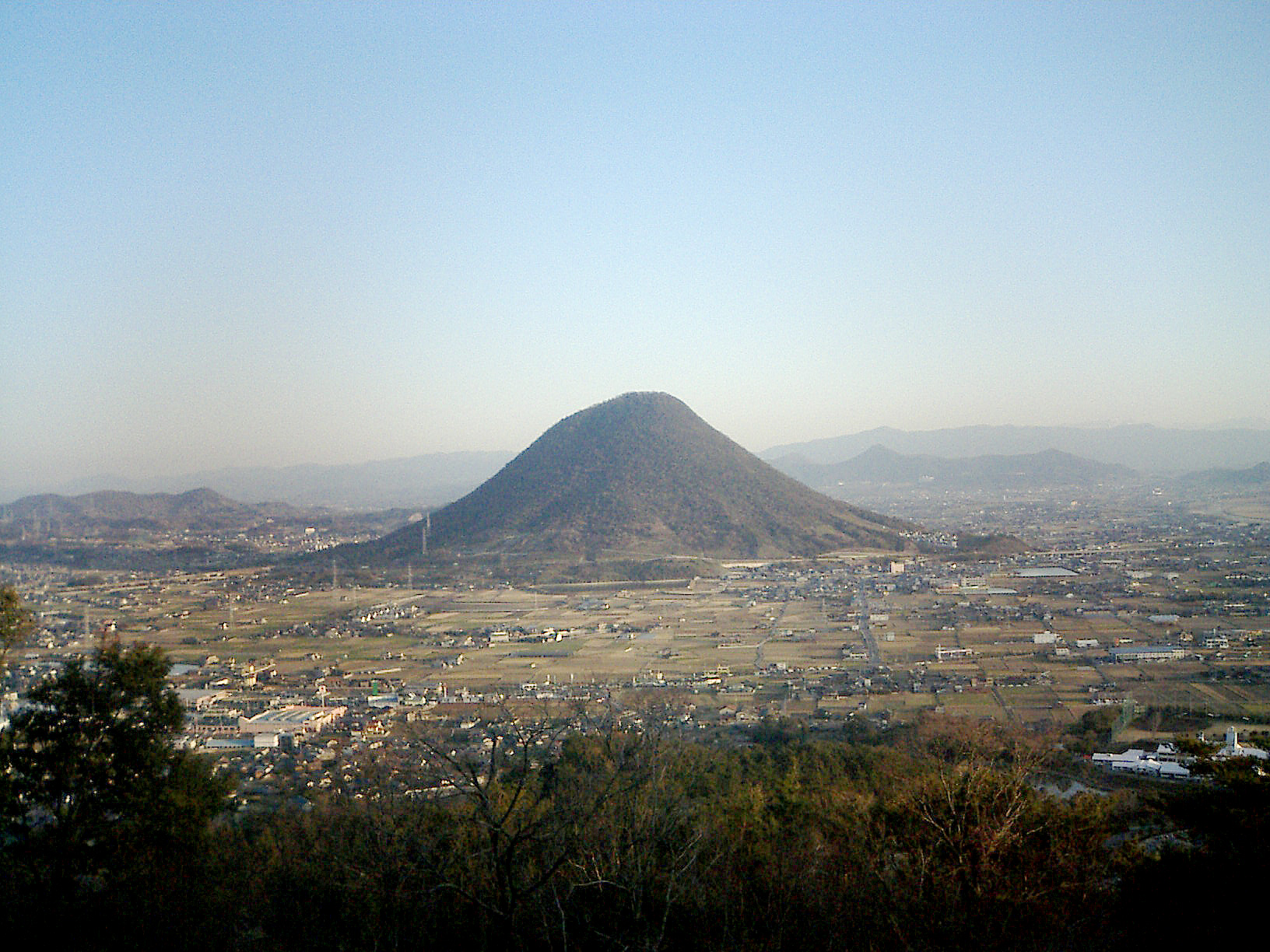
讃岐富士

讃岐富士（さぬきふじ）は飯野山（いいのやま）のこと。丸亀市・坂出市の境界にある標高421.87mの山。詳しくは飯野山参照。
- 北緯34度16分28秒 東経133度50分45秒 / 北緯34.27444度 東経133.84583度

### 三木富士

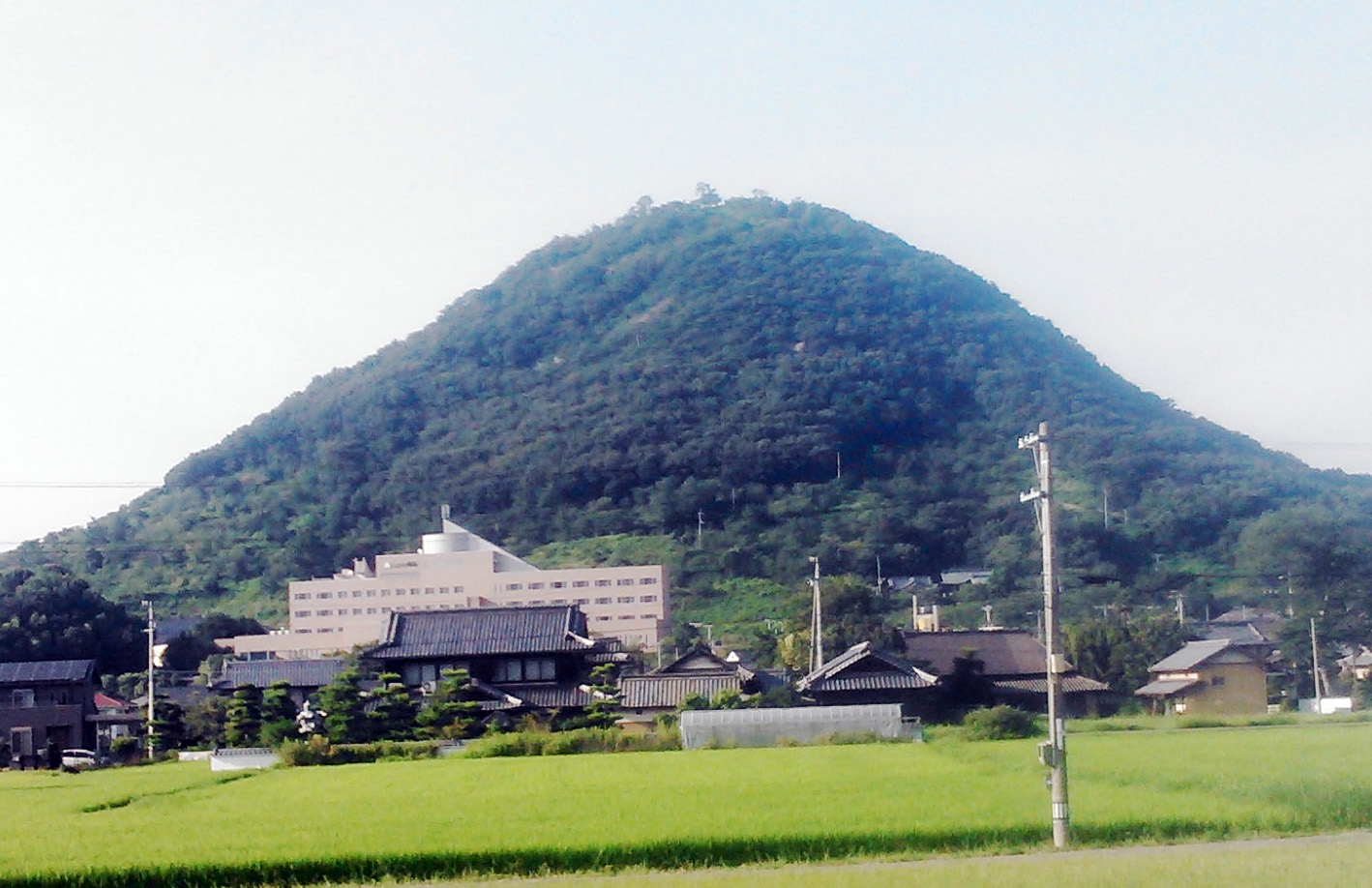
三木富士

三木富士（みきふじ）は白山（しらやま）のこと。標高202.65m、三木町にある。
- 北緯34度16分17秒 東経134度9分2秒 / 北緯34.27139度 東経134.15056度

### 御厩富士

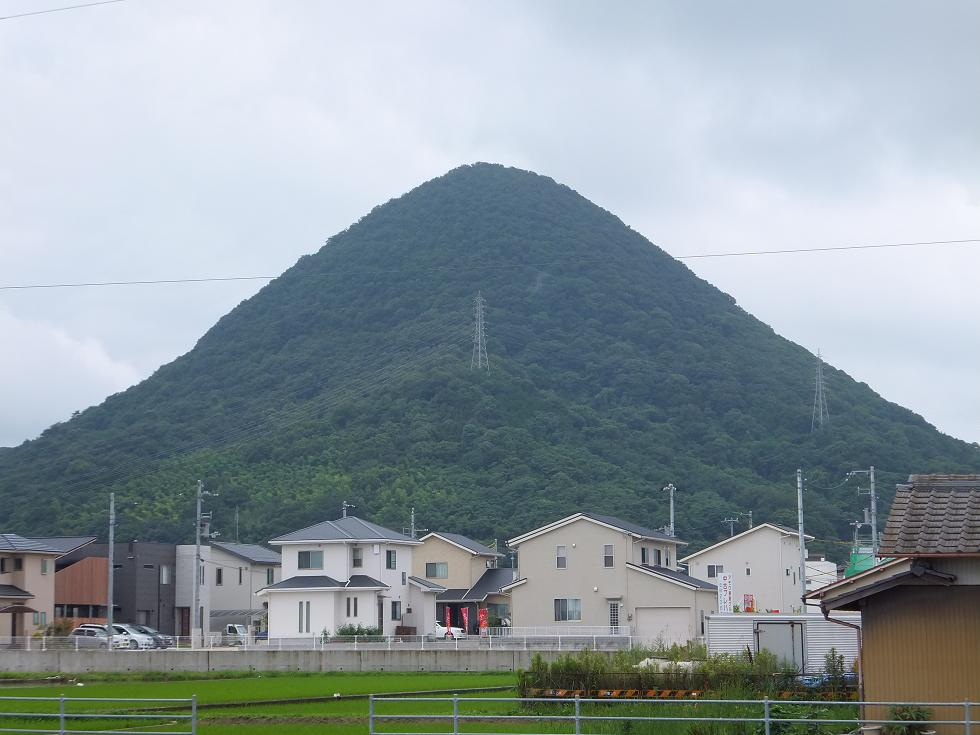
御厩富士

御厩富士（みまやふじ）は六ツ目山（むつめやま）のこと。別名は六女山、娘山（読みは同じ）。標高317m、高松市檀紙町から国分寺町にかけて位置する。
- 北緯34度17分32秒 東経133度58分46秒 / 北緯34.29222度 東経133.97944度

### 羽床富士

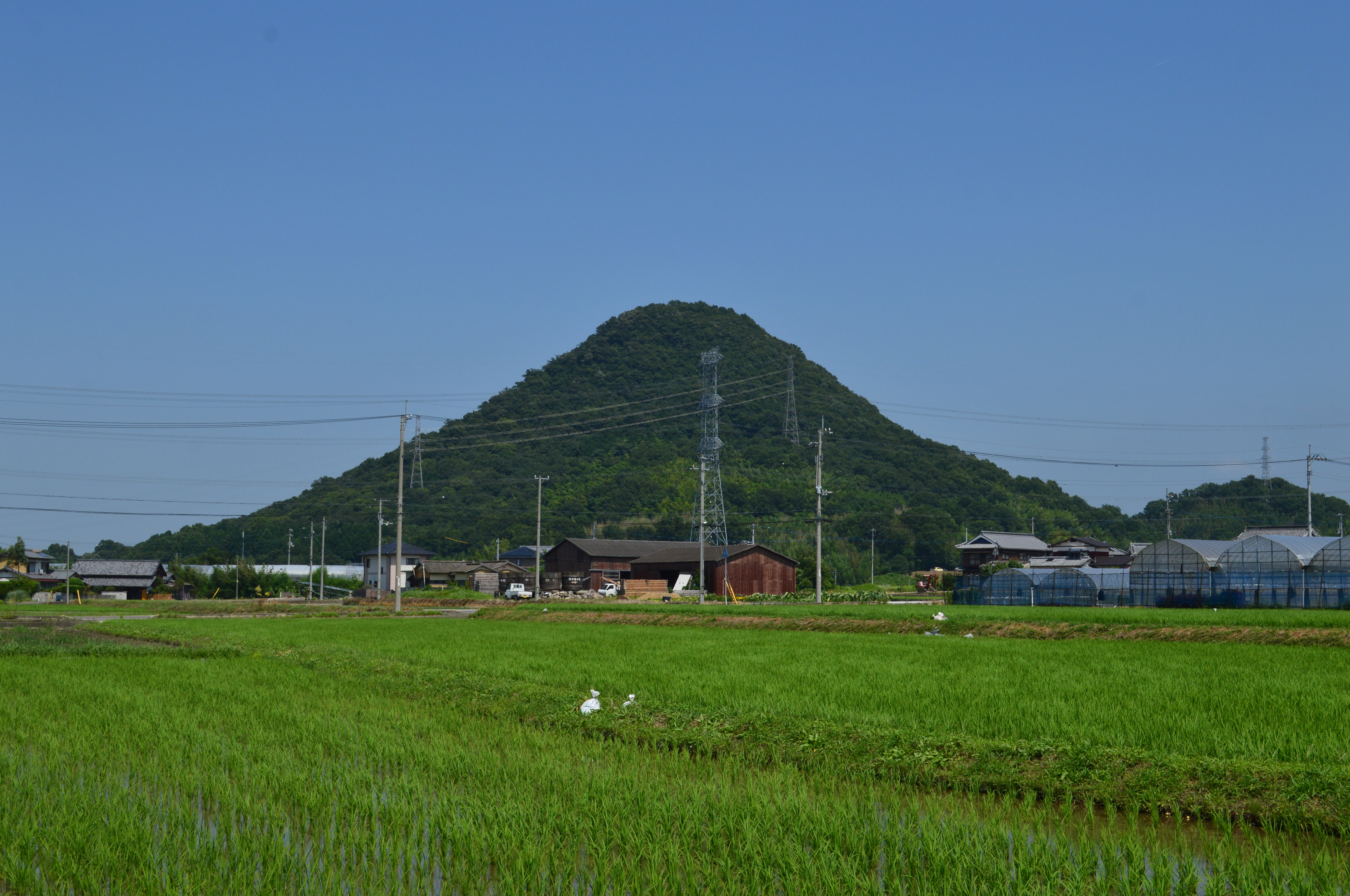
羽床富士

羽床富士（はゆかふじ）は堤山（つつまやま）のこと。標高201.55m、丸亀市と綾川町の境界に位置する。
- 北緯34度14分4秒 東経133度53分57秒 / 北緯34.23444度 東経133.89917度

### 綾上富士

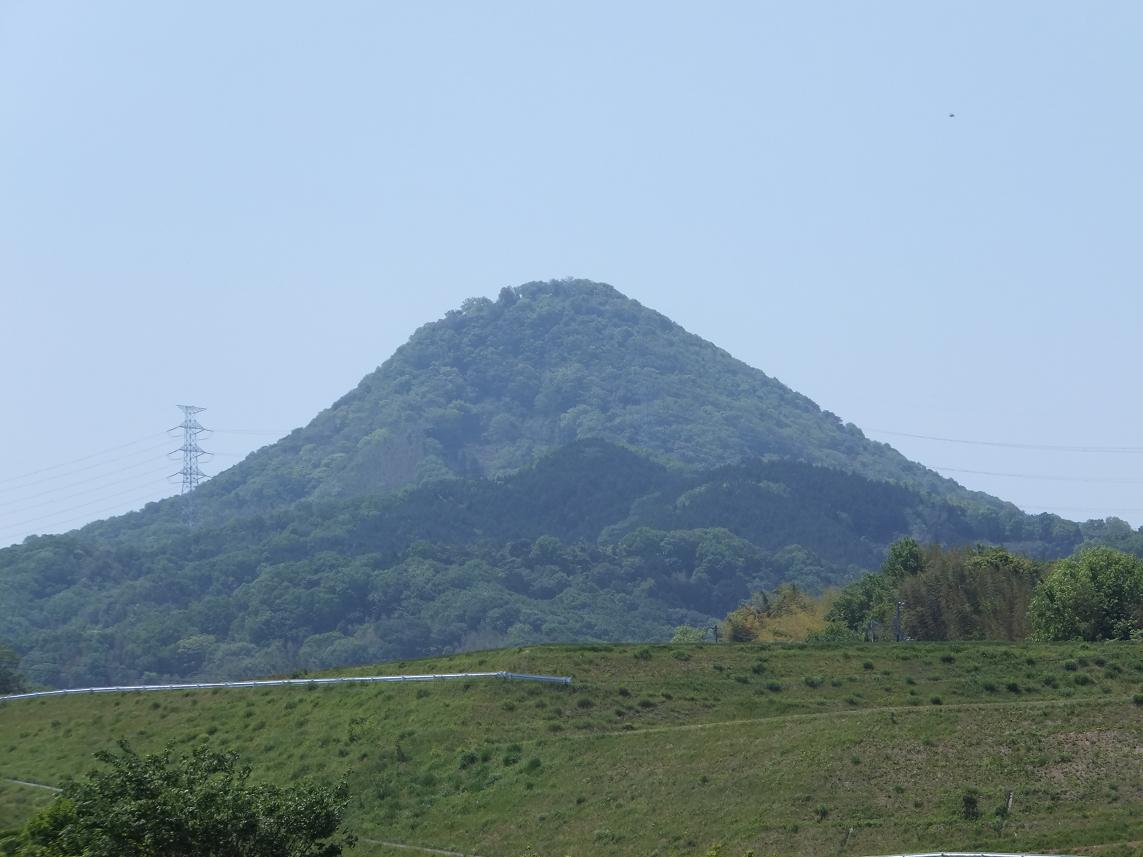
綾上富士

綾上富士（あやかみふじ）は高鉢山（たかはちやま）のこと。別名は鉢伏山（はちぶせやま）。標高512.02m、綾川町にある。
- 北緯34度11分22秒 東経133度56分27秒 / 北緯34.18944度 東経133.94083度

### 高瀬富士

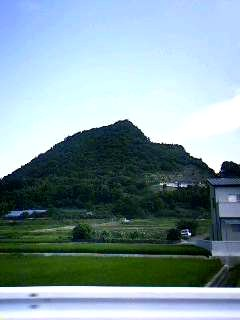
高瀬富士

高瀬富士（たかせふじ）は爺神山（とかみやま）のこと。標高約214m、三豊市にある。採石で元々の山頂はなく、高瀬駅から見える南東部分の多くが削られている。
- 北緯34度11分12秒 東経133度42分7秒 / 北緯34.18667度 東経133.70194度

### 有明富士

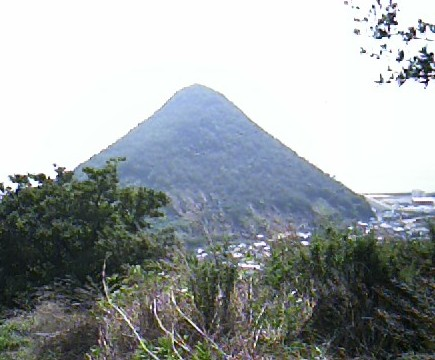
有明富士

有明富士（ありあけふじ）は、江甫草山（江甫山・九十九山、つくもやま）のこと。標高153.08m、観音寺市にある。有明浜からみえる南側の斜面が砕石のため削られている。
- 北緯34度9分7秒 東経133度38分34秒 / 北緯34.15194度 東経133.64278度